# Sant Bartomeu de Covildases
Sant Bartomeu de Covildases és una antiga (segle xii) església romànica sufragània que pertany a la parròquia del municipi de Vidrà (Osona). Va rebre el nom de l'antiga vila de Covildases (960). És una obra inclosa a l'Inventari del Patrimoni Arquitectònic de Catalunya.

## Descripció
L'església de Sant Bartomeu de Covildases es troba a 1150 m d'altitud, aïllada enmig d'un prat, vora el Puigsacalm. És una esglesiola romànica, bastida al segle xi o XII, d'una nau amb absis semicircular amb dues finestres de doble esqueixada i decoració d'arcuacions entre lesenes. Té volta de canó reforçada amb un arc toral refeta després dels terratrèmols del segle xv. Té la porta a migdia formada per dovelles grosses d'època més tardana. Entre la porta i l'absis hi ha el cos afegit de la sagristia. L'arc presbiteral sobresurt a l'exterior en paral·lel amb el campanar d'espadanya de dues obertures del mur de ponent.

## Història
Documentada des del 1123, el terratrèmol del 1425 li feu malbé la volta, que fou reparada provisionalment al 1430, i definitivament el 1548. Aquest mateix any fou reconstruït, en tot o en part, el mur campanar de ponent i el portal. El 1782 li fou afegida la sagristia.
No té culte des de l'any 1936.